# Loulans-Verchamp
Loulans-Verchamp ist eine Gemeinde im französischen Département Haute-Saône in der Region Bourgogne-Franche-Comté.

## Geographie
Loulans-Verchamp liegt auf einer Höhe von 254 m über dem Meeresspiegel, fünf Kilometer südwestlich von Montbozon und etwa 20 Kilometer südlich der Stadt Vesoul (Luftlinie). Das Dorf erstreckt sich nördlich des Ognon, nahe dem Zusammenfluss von Quenoche und Linotte, am Ostrand der Waldungen der Grands Bois.
Die Fläche des 8,16 km² großen Gemeindegebiets umfasst einen Abschnitt der leicht gewellten Landschaft zwischen den Flusstälern von Ognon und Saône. Der zentrale Teil des Gebietes wird in Nord-Süd-Richtung von der Linotte durchquert, die für die Entwässerung zum Ognon sorgt. Nahe bei Loulans nimmt sie von Westen die Quenoche auf. Die rund 200 bis 500 m breiten Talniederungen dieser Flüsse werden auf beiden Seiten von Plateaus flankiert, die durchschnittlich auf 280 m liegen. Diese Hochflächen bestehen aus Kalkschichten der oberen Jurazeit und sind teils mit Acker- und Wiesland, teils mit Wald bedeckt. Vor allem im Westen dehnen sich die Waldungen der Grands Bois aus. Hier wird mit 297 m die höchste Erhebung von Loulans-Verchamp erreicht. Im Osten reicht der Gemeindeboden in den Bois Lajus. Nach Süden erstreckt sich das Gemeindeareal mit einem schmalen Streifen bis in die breite Alluvialebene des Ognon.
Die Gemeinde besteht aus der Ortschaft Loulans und dem Weiler Verchamp (235 m), der am nördlichen Rand der Talebene des Ognon liegt. Nachbargemeinden von Loulans-Verchamp sind Roche-sur-Linotte-et-Sorans-les-Cordiers und Ormenans im Norden, Montbozon und Maussans im Osten, Larians-et-Munans, Flagey-Rigney, Germondans und Cenans im Süden sowie Beaumotte-Aubertans und Villers-Pater im Westen.

## Geschichte
Im Mittelalter gehörte Loulans zur Freigrafschaft Burgund und darin zum Gebiet des Bailliage d’Amont. Die Gegend war im 12. Jahrhundert im Besitz von Thibaud de Neufchâtel. Zusammen mit der Franche-Comté gelangte Loulans mit dem Frieden von Nimwegen 1678 definitiv an Frankreich. Die Herrschaft Loulans wurde 1728 zum Marquisat erhoben. Im 16. Jahrhundert wurde hier ein Hochofen gegründet, der die Basis für den Standort einer Gießerei und eines Schmiedewerks bildete. Der Hochofen stellte seinen Betrieb im 19. Jahrhundert ein. Mit der Eröffnung der Bahnlinie von Besançon nach Lure wurde Loulans Ende des 19. Jahrhunderts an das französische Eisenbahnnetz angebunden. Heute ist die Linie jedoch stillgelegt.
Im Jahr 1962 wurde Loulans offiziell in Loulans-les-Forges umbenannt. Acht Jahre später kam es zu einer Gebietsveränderung, als das vorher selbständige Verchamp nach Loulans-les-Forges eingemeindet wurde. Die neue Gemeinde änderte ihren Namen 1983 in Loulans-Verchamp. Seit 2000 ist Loulans-Verchamp Mitglied des 21 Ortschaften umfassenden Gemeindeverbandes Communauté de communes du Pays de Montbozon.

## Sehenswürdigkeiten
Auf dem Gemeindeboden befinden sich zwei Herrschaftssitze: das Château de Loulans in einem französischen Park und das Château de Verchamp, die beide aus dem 18. Jahrhundert stammen.

## Bevölkerung
| Jahr                       | 1962 | 1968 | 1975 | 1982 | 1990 | 1999 |
| Einwohner                  | 374  | 378  | 400  | 406  | 354  | 378  |
| Quellen: Cassini und INSEE |      |      |      |      |      |      |

Mit 457 Einwohnern (1. Januar 2022) gehört Loulans-Verchamp zu den kleinen Gemeinden des Département Haute-Saône. Nachdem die Einwohnerzahl in der ersten Hälfte des 20. Jahrhunderts stets im Bereich zwischen 330 und 380 Personen gelegen hatte, wurde in den letzten Jahren ein Bevölkerungswachstum verzeichnet.

## Wirtschaft und Infrastruktur
Loulans-Verchamp war schon früh ein Standort der eisenverarbeitenden Industrie. Die Wasserkraft der Linotte wurde für den Betrieb von Mühlen genutzt. Heute sind in der Gemeinde ein Betrieb des Baugewerbes und eine Käserei ansässig. Daneben gibt es verschiedene Betriebe des lokalen Kleingewerbes. Viele Erwerbstätige sind auch Wegpendler, die in den größeren Ortschaften der Umgebung ihrer Arbeit nachgehen.
Die Ortschaft liegt abseits der größeren Durchgangsachsen an einer Departementsstraße, die von Rioz nach Montbozon führt. Weitere Straßenverbindungen bestehen mit Cirey, Quenoche, Dampierre-sur-Linotte und Avilley.